# Osoje (Novi Pazar)
Osoje (Servisch cyrillisch Осоје) is een plaats in de Servische gemeente Novi Pazar. De plaats telt 966 inwoners (2002).